# Guanacaste Természetvédelmi Terület
A Guanacaste Természetvédelmi Terület Belizeben van, egy 20 hektárnyi trópusi erdős terület Belize közepén. 
Nevét a délnyugati határainál lévő guanacastefáról kapta.

## Története
A Guanacaste Természetvédelmi Területet 1990-ben alapították.

## Elhelyezkedése
A nemzeti park a fővárostól, Belmopantól közel 4 km-re északra fekszik a Hummingbird és a Nyugati országút kereszteződésénél, így busszal vagy autóval könnyű megközelíteni.

## Növényvilága
A guanacastefa Közép-Amerika egyik legnagyobb fája, 40 méteres magasságot és 2 méteres törzsátmérő érhető el. A fa nagy kiterjedésű a koronája számos epifita (fán lakó) növény - így orchideák és broméliák - otthona. 
A park sokféle növényét - többek közt Belize nemzeti virágát, a fekete orchideát - jól jelzett ösvényekről lehet megtekinteni.
Több nagyobb fát a természetvédelmi terület védett státusa mentett meg a kihalástól.

## Állatvilága
A madármegfigyelők számára is sok látnivaló akad: több mint 200 madárfajt jegyeztek föl. 
Emlősei közül említést érdemel a jaguarundi, a kilencöves tatu, a farksodró, a pettyes paka és a fehérfarkú szarvas, de ezeket nem könnyű megpillantani.